# Worlds Apart (album de Saga)
Pour les articles homonymes, voir Worlds Apart.
Albums de Saga
Silent Knight
(1980) In Transit - Live
(1982)
Singles
1. Wind Him Up
Sortie : novembre 1981
2. On the Loose
Sortie : mars 1982

Worlds Apart est le quatrième album du groupe canadien Saga. Il est paru en 1981 sur le label Polydor Records, et a eu plusieurs pochettes différentes.

## Historique
Enregistré en Angleterre pendant l'été 1981, il est le premier album du groupe produit par Rupert Hine. Celui-ci donnera un nouveau son aux chansons du groupe, donnant une plus grande place aux synthétiseurs sans pour autant mettre la guitare de Ian Crichton en retrait et en introduisant une batterie électronique mise au point par Steve Negus avec le fabricant anglais Simmons.
Dans cet album, le groupe clôt (provisoirement) la série de chansons (Chapters) consacrées à la vie du jeune Albert Einstein avec "No Regrets"(Chapter V) chanté par Jim Gilmour et "No Stranger" (Chapter VIII).
Propulsé par les single "Wind Him Up" (# 64 US) et "On the Loose", cet album sera le plus grand succès du groupe. Il atteindra la 26e place du Billboard 200 aux États-Unis et la 22e place des charts canadiens. Il établira aussi le groupe en Europe et notamment en Allemagne où l'album atteindra la 9e place des charts où il sera classé pendant 44 semaines.

## Liste des pistes
Les morceaux sont composés par Ian Crichton, Jim Crichton, Jim Gilmour, Steve Negus, et Michael Sadler (sauf indication contraire).

### Face 1
1. On the Loose – 4:12
2. Wind Him Up – 5:47
3. Amnesia – 3:16
4. Framed – 5:42
5. Time's Up – 4:12

### Face 2
1. The Interview (J. Crichton, M. Sadler) – 3:52
2. No Regrets (Chapter 5) (J. Crichton, M. Sadler) – 4:46
3. Conversations – 4:46
4. No Stranger (Chapter 8) (J. Crichton, M. Sadler) – 7:05

## Musiciens
- Michael Sadler: chant, claviers
- Jim Crichton: basse, claviers
- Jim Gilmour: claviers, clarinette, chant sur "No Regrets (Chapter V)"
- Ian Crichton: guitares
- Steve Negus: batterie, percussions, batterie électronique Simmons

## Charts & certifications

### Album
Charts
| Pays       | Durée du classement | Meilleur classement | Date             |
| ---------- | ------------------- | ------------------- | ---------------- |
| Allemagne  | 44 semaines         | 9e                  | 22 mars 1982     |
| Canada     | 18 semaines         | 22e                 | 12 décembre 1981 |
| États-Unis | 36 semaines         | 29e                 | ?                |
| Norvège    | 15 semaines         | 5e                  | 22 mars 1982     |
| Suède      | 1 semaine           | 33e                 | 4 mai 1982       |

Certifications
| Pays       | Certification | Ventes    | Date             |
| ---------- | ------------- | --------- | ---------------- |
| États-Unis | Or            | 500 000 + | 11 juillet 1983  |
| Allemagne  | Or            | 250 000 + | 1982             |
| Canada     | Or            | 50 000 +  | 1er février 1982 |

### Single
| Single       | Chart                  | Position |
| ------------ | ---------------------- | -------- |
| On the Loose | Hot 100                | 26e      |
| On the Loose | Mainstream Rock Tracks | 3e       |
| Wind Him Up  | Hot 100                | 64e      |
| Wind Him Up  | Mainstream Rock Tracks | 24e      |
| Wind Him Up  | Single Top 100         | 45e      |
| Wind Him Up  | RPM Top Singles        | 22e      |